# Martin Scorsese
Martin Scorsese (Queens, Nova Iorque, 17 de novembro de 1942) é um cineasta, produtor de cinema, roteirista e ator norte-americano, vencedor do Oscar de melhor diretor por Os Infiltrados.
Em 2002, foi eleito o nono maior diretor de cinema de todos os tempos em uma pesquisa realizada pelo British Film Institute e a revista Sight & Sound com diversos cineastas, posto que compartilhou com David Lean e Jean Renoir. Em 2011, foi votado o segundo maior diretor vivo pelo The Guardian, atrás apenas de David Lynch.
Suas obras mais conhecidas são: Mean Streets,  Taxi Driver, The King of Comedy, Raging Bull, Goodfellas, Cape Fear, Casino, Gangs of New York, The Aviator, Shutter Island, The Departed, The Last Temptation of Christ, Hugo, The Wolf of Wall Street, The Irishman e Killers of The Flower Moon.

## Biografia
Filho do Sr. Charles Scorsese e da Sra. Catherine Scorsese, Scorsese é descendente de sicilianos e, quando criança, queria ser padre. Muitos dos seus filmes fazem alusão à religião de sua juventude (da qual, porém, definitivamente se afastou ainda jovem, como fica claro já em Mean Streets, mas principalmente em The Last Temptation of Christ). Muito cedo foi atraído pelo mundo espetacular do cinema. Scorsese admitiu sua obsessão pelo cinema no documentário de 3 horas e 45 minutos que realizou em 1995, chamado " A Personal Journey with Martin Scorsese Through American Movies" ("Uma jornada pessoal com Martin Scorsese pelo cinema americano").
Scorsese frequentou a escola de cinema da Universidade de Nova Iorque; fazia filmes curtos, um dos quais – The Big Shave – ficou famoso na altura. O seu primeiro "filme a sério" –  Who´s That Knocking At My Door com o seu colega de escola Harvey Keitel, e a partir daí tornou-se conhecido dos chamados "movie brats" da anos 70: Francis Ford Coppola, George Lucas e Brian de Palma. Foi Brian de Palma que o apresentou a Robert de Niro, de quem se tornou amigo íntimo, tendo trabalho juntos em vários projetos: Mean Streets ou Caminhos Perigosos, Taxi Driver, New York, New York, Touro Indomável, The King of Comedy, Goodfellas, Cabo do Medo, Cassino e O Irlandês.
Em 1972 dirigiu Boxcar Bertha para o famoso produtor de filmes B, Roger Corman que também tinha dado a primeira oportunidade a Coppola. Boxcar Bertha ensinou Scorsese a fazer filmes baratos e depressa, preparando-o para o seu primeiro filme com de Niro, Mean Streets, de 1973. Aclamado pela crítica, Mean Streets foi o pontapé de saída para Scorsese e de Niro. A atriz Ellen Burstyn, escolheu Scorsese para dirigir o filme Alice Doesn’t Live Here Anymore em 1974, pelo qual ganhou o Oscar de melhor atriz. Em 1976, Scorsese surpreendeu o mundo do cinema com Taxi Driver. O filme é protagonizado por Robert de Niro e Jodie Foster, que têm performances brilhantes, num retrato considerado dos mais violentos e crus sobre a vida em Nova Iorque alguma vez levado à tela. Cinco anos mais tarde, Ronald Reagan, presidente dos Estados Unidos, foi quase assassinado por um jovem que justificou o seu ato com a obsessão que sentia pela personagem de Jodie Foster neste filme. Taxi Driver recebeu quatro nomeações para o Oscar, incluindo o de melhor filme, e encorajou Scorsese a avançar para o seu primeiro projecto arrojado, New York, New York. Este tributo musical à cidade natal de Scorsese, resultou num enorme fracasso de bilheteria, e a má recepção que teve levou Scorsese a uma depressão nervosa; mesmo assim conseguiu a inspiração para realizar o que será provavelmente o melhor filme de rock, The Last Waltz, que documenta o último concerto dos The Band em 1978. Em 1978 fez também um outro documentário chamado American Boy. Convencido de que não faria mais nenhum filme, devido ao seu estado de saúde precário, colocou todas as suas energias na realização de Raging Bull;  amplamente reconhecido como sendo uma obra-prima, o filme recebeu oito nomeações para os óscares, incluindo as de "melhor filme", "melhor actor" (Robert de Niro) e pela primeira vez, a de "melhor diretor". Robert de Niro ganhou, mas Scorsese perdeu para o primeiro filme de Robert Redford. Isto manteve Scorsese na produção de filmes, mas sem um grande êxito de bilheteira, teve que continuar a lutar para os conseguir realizar.
Até meio dos anos 80, Scorsese fez mais três filmes "menores", The King of Comedy, After Hours e The Color Of Money. Este último, protagonizado por Paul Newman e Tom Cruise, deu a Newman o seu primeiro Óscar como actor principal, assim como deu a Scorsese a segurança para iniciar um projecto que há muito lhe era querido, The Last Temptation of Christ. Scorsese filmou The Last Temptation of Christ com um pequeno orçamento, sabendo que o filme seria controverso e que por isso não lhe traria grandes dividendos comerciais. No entanto, nada lhe fazia prever o furor que o filme causaria: grandes protestos nacionais (incluindo alguns a favor), nunca antes vistos por causa de um filme. Scorsese recebeu a sua segunda nomeação para melhor diretor, que no entanto viria a perder para Barry Levinson. O apoio que lhe foi dado por importantes figuras políticas, impediu que ele se tornasse um proscrito em Hollywood, e deu-lhe o ímpeto para filmar Goodfellas, que se tornou seu maior sucesso de bilheteria à época.
Com Goodfellas, Scorsese retornava à sua nativa Nova Iorque, e voltava a trabalhar com Robert de Niro e Joe Pesci. Este filme sobre a vida de um gangster, foi considerado o melhor filme sobre a máfia desde Godfather de Coppola, e assegurou a Scorsese um lugar entre os melhores diretores de sempre. Conseguiu com ele a sua terceira nomeação, mas mais uma vez perdeu para um estreante, desta vez Kevin Costner.
Seguidamente dirigiu um remake do thriller de 1962, Cape Fear, que provou a Hollywood que Scorsese era capaz de conseguir um êxito de bilheteira. No entanto os seus projectos continuavam a ser mais virados para a aclamação pela crítica: A Época da Inocência, no qual dirigiu Michelle Pfeiffer, Winona Ryder e, pela primeira vez, Daniel Day-Lewis (que depois dirigiu novamente em Gangs Of New York); e Kundun, considerado seu trabalho menos "hollywoodiano". Continuou envolvido nos filmes durante os anos 90, com pequenas aparições como ator em filmes como Quiz Show e Search And Destroy, e ajudando à revelação de novos talentos. Revisitou Taxi Driver com Bringing Out The Dead, enquanto a crítica disse que Casino era o retorno de Goodfellas.
A produção de Gangs Of New York, em 2002, foi vista como a sua aventura mais arriscada até à altura. Filmado originalmente para ser lançado no Inverno de 2001 (para se qualificar para a nomeação dos Óscares), Scorsese adiou a produção final até ao início de 2002;  consequentemente, o estúdio adiou-o quase um ano para ser apresentado na época seguinte dos óscares. Com um orçamento de mais de 100 milhões de dólares, este foi o trabalho mais dispendioso de Scorsese. As críticas ao filme foram moderadamente positivas. Em fevereiro de 2003 Gangs of Nova York recebeu dez nomeações para Oscar; recebendo a sua quarta nomeação para melhor diretor, muitos pensaram que seria desta vez que Scorsese levaria o troféu, mas em vez disso foi Polanski o premiado, por O Pianista.
Scorsese também tem uma parceria com o ator Leonardo Di Caprio, que se tornou um de seus favoritos. Seu primeiro trabalho com Léo foi em 2002 em Gangues de Nova York. Em 2004 realizou O Aviador, filme sobre a vida do excêntrico milionário Howard Hughes, um projeto extremamente pretensioso, que resultou em 11 indicações ao Oscar, entre essas as de melhor filme, melhor diretor e melhor roteiro original. O filme recebeu 5 prêmios mas Scorsese perdeu novamente o prêmio de melhor diretor para Clint Eastwood, por Menina de Ouro. Em 2006, Scorsese iniciou mais um projeto com Leonardo: o filme Os Infiltrados, baseado no filme chinês Conflitos Internos. Os Infiltrados marcou a primeira parceira entre Scorsese e Jack Nicholson, que aceitou o papel do criminoso italiano Frank Costello que era originalmente de Robert De Niro. O filme recebeu 5 indicações ao Oscar e só não ganhou em uma categoria: melhor ator coadjuvante. Entre as estatuetas recebidas estão melhor filme, melhor roteiro adaptado e finalmente melhor diretor. Essa foi a 5° indicação ao Oscar e primeira vitória de Martin Scorsese, que recebeu a estatueta de seus amigos de longa data Francis Ford Coppola, George Lucas e Steven Spielberg. Em 2013 novamente a dupla Scorsese e DiCaprio se une, dessa vez para o filme O Lobo de Wall Street que conta a história de Jordan Belfort, ex-corretor da bolsa de valores que se torna criminoso. O filme foi sucesso de crítica e bilheteria e novamente rendeu 5 indicações ao Oscar, incluindo melhor filme, melhor roteiro adaptado e melhor diretor, porém, não venceu em nenhuma categoria. Em 2021 Scorsese se junta a DiCaprio e De Niro, seus dois atores preferidos, pela primeira vez para a realização do filme Killers of the Flower Moon, baseado no drama policial de mesmo nome escrito por David Grann , que conta a história dos assassinos de Osage e do nascimento do FBI.
Scorsese foi um dos editores do filme Woodstock. Tal como Coppola, James Cameron, John Sayles e outros, Scorsese começou a sua carreira como diretor trabalhando em filmes de baixo orçamento com Roger Corman.
Scorsese é o fundador e presidente da The Film Foundation, uma organização sem fins lucrativos dedicada à preservação e proteção da história do cinema.
O diretor é conhecidamente um grande fã do neo-realismo italiano e do cineasta brasileiro Glauber Rocha, tendo até ajudado a recuperar alguns filmes do diretor que estavam perdidos.
Em 4 de abril de 2008, estreou nos cinemas mundiais o filme The Rolling Stones Shine a Light, concebido e dirigido pelo premiado diretor - um declarado fã da banda - que, em duas apresentações no Beacon Theatre de Nova York, em novembro de 2006, com dezesseis câmeras focadas diretamente nos músicos, registrou com profundidade a bela performance da banda em um repertório levemente diferenciado das apresentações normais. De forma genial mescla imagens de arquivo desde o início da banda, nos anos 60, confrontando com declarações atuais, como a pretensão de Mick Jagger em manter-se ativo na carreira aos sessenta.
Em 2016, estreou seu filme Silence, filme que tem no elenco Andrew Garfield e Liam Neeson que interpretam dois missionários portugueses em missão no Japão do século XVI.
Em 2019, retornou à temática da máfia com The Irishman, lançado pela Netflix. Estrelando Robert De Niro, Al Pacino, Joe Pesci e Harvey Keitel, o filme conta a história real do assassino Frank Sheeran, e é baseado no livro I Heard You Paint Houses, do jornalista Charles Brandt. Recebeu 10 indicações ao Oscar, incluindo melhor filme, porém não venceu nenhum. A obra também foi um sucesso entre o público, se tornando o décimo filme original Netflix mais assistido da plataforma, com 64 milhões de visualizações. Em 2024, foi premiado com o Prêmio David O. Selznick pelo Conjunto da Obra, honraria concedida pelo Sindicato dos Produtores da América.

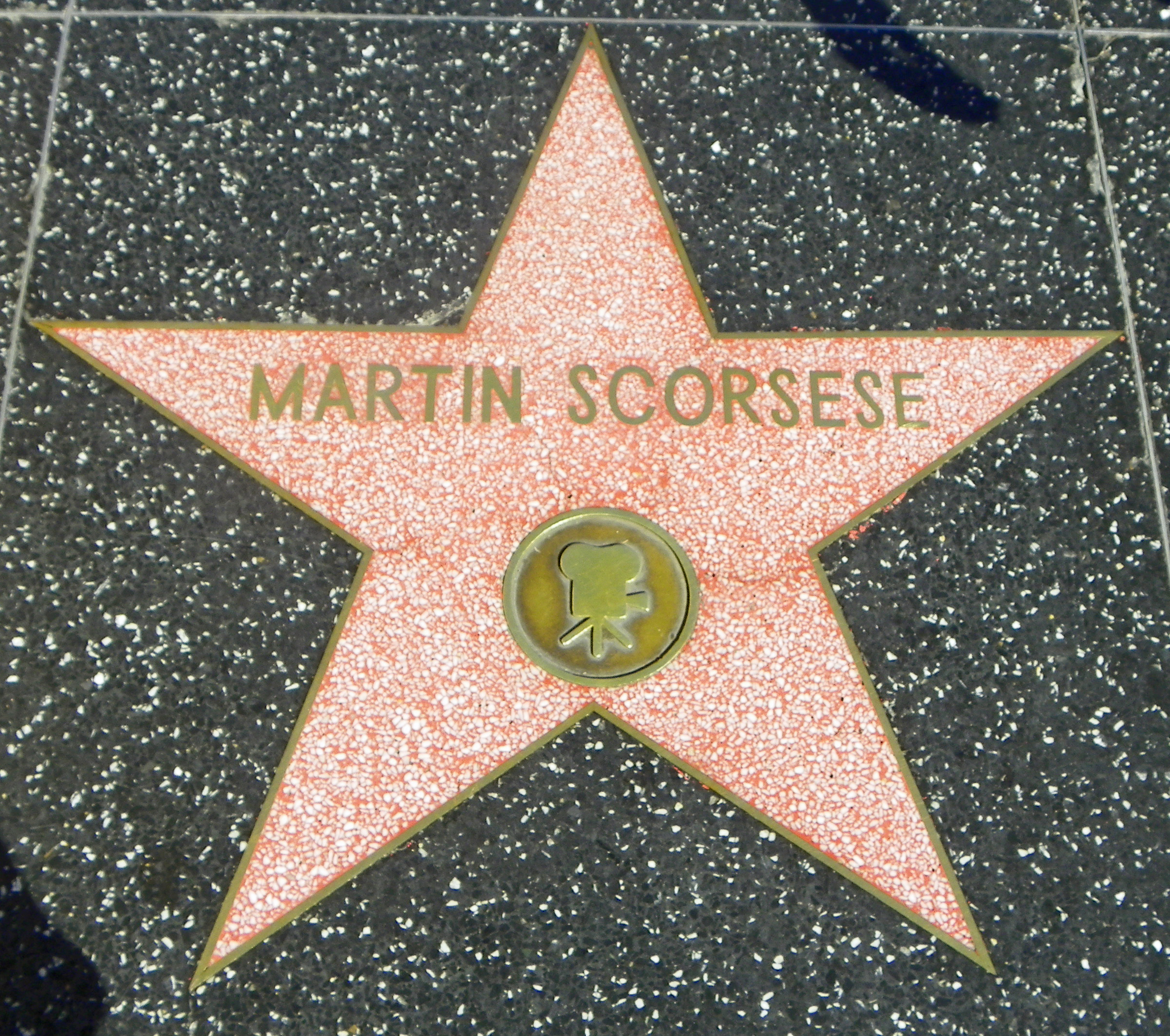
Estrela de Scorsese na Calçada da Fama.

## Filmografia

### Narrativas
| Ano  | Filme                           | Título no Brasil                | Título em Portugal           | Oscar                     | Globo de Ouro            |
| ---- | ------------------------------- | ------------------------------- | ---------------------------- | ------------------------- | ------------------------ |
| 1968 | Who's That Knocking at My Door  | Quem Bate à Minha Porta?        | Quem Bate à Minha Porta?     |                           |                          |
| 1972 | Boxcar Bertha                   | Sexy e Marginal                 | Uma Mulher da Rua            |                           |                          |
| 1973 | Mean Streets                    | Caminhos Perigosos              | Os Cavaleiros do Asfalto     |                           |                          |
| 1974 | Alice Doesn't Live Here Anymore | Alice Não Mora Mais Aqui        | Alice Já Não Mora Aqui       | 1 prêmio e 3 indicações   | 2 indicações             |
| 1976 | Taxi Driver                     | Taxi Driver - Motorista de Táxi | Taxi Driver                  | 4 indicações              | 2 indicações             |
| 1977 | New York, New York              | New York, New York              | Histórias de Nova Iorque     |                           | 4 indicações             |
| 1980 | Raging Bull                     | Touro Indomável                 | O Touro Enraivecido          | 2 prêmios e 8 indicações  | 1 prêmio e 7 indicações  |
| 1983 | The King of Comedy              | O Rei da Comédia                | O Rei da Comédia             |                           |                          |
| 1985 | After Hours                     | Depois de Horas                 | Nova Iorque Fora de Horas    |                           | 1 indicação              |
| 1986 | The Color of Money              | A Cor do Dinheiro               | A Cor do Dinheiro            | 1 prêmio e 4 indicações   | 2 indicações             |
| 1988 | The Last Temptation of Christ   | A Última Tentação de Cristo     | A Última Tentação de Cristo  | 1 indicação               | 2 indicações             |
| 1990 | Goodfellas                      | Os Bons Companheiros            | Tudo Bons Rapazes            | 1 prêmio e 6 indicações   | 5 indicações             |
| 1991 | Cape Fear                       | Cabo do Medo                    | O Cabo do Medo               | 2 indicações              | 2 indicações             |
| 1993 | The Age of Innocence            | A Época da Inocência            | A Idade da Inocência         | 1 prêmio e 5 indicações   | 1 prêmio e 4 indicações  |
| 1995 | Casino                          | Cassino                         | Casino                       | 1 indicação               | 1 prêmio e 2 indicações  |
| 1997 | Kundun                          | Kundun                          | Kundun                       | 4 indicações              | 1 indicação              |
| 1999 | Bringing Out the Dead           | Vivendo no Limite               | Por um Fio                   |                           |                          |
| 2002 | Gangs of New York               | Gangues de Nova Iorque          | Gangs de Nova Iorque         | 10 indicações             | 2 prêmios e 5 indicações |
| 2004 | The Aviator                     | O Aviador                       | O Aviador                    | 5 prêmios e 11 indicações | 3 prêmios e 6 indicações |
| 2006 | The Departed                    | Os Infiltrados                  | Entre Inimigos               | 4 prêmios e 5 indicações  | 1 prêmio e 6 indicações  |
| 2010 | Shutter Island                  | A Ilha do Medo                  | Shutter Island               |                           |                          |
| 2011 | Hugo                            | A Invenção de Hugo Cabret       | A Invenção de Hugo           | 5 prêmios e 11 indicações | 1 prêmio e 3 indicações  |
| 2013 | The Wolf of Wall Street         | O Lobo de Wall Street           | O Lobo de Wall Street        | 5 indicações              | 1 prêmio e 2 indicações  |
| 2016 | Silence                         | Silêncio                        | Silêncio                     | 1 indicação               |                          |
| 2019 | The Irishman                    | O Irlandês                      | O Irlandês                   | 10 indicações             | 5 indicações             |
| 2023 | Killers of the Flower Moon      | Assassinos da Lua das Flores    | Assassinos da Lua das Flores | 10 indicações             | 1 prêmio e 7 indicações  |

### Documentários
| Ano  | Filme                                                           |
| ---- | --------------------------------------------------------------- |
| 1970 | Street Scenes                                                   |
| 1974 | Italianamerican                                                 |
| 1978 | The Last Waltz                                                  |
| 1978 | American Boy: A Profile of Steven Prince                        |
| 1987 | Bad                                                             |
| 1995 | A Personal Journey with Martin Scorsese Through American Movies |
| 1999 | My Voyage to Italy                                              |
| 2003 | Feel Like Going Home                                            |
| 2005 | No Direction Home: Bob Dylan                                    |
| 2007 | Martin Scorsese Presents: Val Lewton - The Man in the Shadows   |
| 2008 | Shine a Light                                                   |
| 2010 | Public Speaking                                                 |
| 2011 | George Harrison: Living in the Material World                   |
| 2019 | Rolling Thunder Revue: A Bob Dylan Story by Martin Scorsese     |

### Séries (TV)
| Série            | Início | Fim  |
| ---------------- | ------ | ---- |
| Boardwalk Empire | 2010   | 2014 |
| Vinyl            | 2016   | 2016 |

### Como ator
| 1967 | Who's That Knocking at My Door  | como bandido #2 (participação)                                 |
| 1973 | Mean Streets                    | como a narração de Jimmy Shorts e Charlie Cappa (participação) |
| 1974 | Alice Doesn't Live Here Anymore | como homem no refeitório (participação)                        |
| 1976 | Taxi Driver                     | como passageiro no táxi de Travis (participação)               |
| 1978 | The Last Waltz                  | (ele próprio)                                                  |
| 1980 | Raging Bull                     | como homem que fala com La Motta no final                      |
| 1983 | The King of Comedy              | como diretor de televisão (participação)                       |
| 1986 | Round Midnight                  | como R.W. Goodley                                              |
| 1990 | Dreams                          | como Vincent van Gogh                                          |
| 1991 | Guilty by Suspicion             | como Joe Lesser                                                |
| 1994 | Quiz Show                       | como Martin Rittenhome                                         |
| 1999 | The Muse                        | (ele próprio)                                                  |
| 1999 | Bringing Out the Dead           | como operador de rádio                                         |
| 2002 | Gangs of New York               | como rico proprietário de casa                                 |
| 2004 | Shark Tale                      | como Sykes (voz)                                               |
| 2005 | Curb Your Enthusiasm            | (ele próprio)                                                  |
| 2008 | Entourage                       | (ele próprio)                                                  |
| 2011 | Hugo                            | (como fotógrafo)                                               |

## Premiações

#### Oscar
| Ano  | Categoria               | Filme                         | Resultado |
| ---- | ----------------------- | ----------------------------- | --------- |
| 1981 | Melhor Diretor          | Raging Bull                   | Indicado  |
| 1989 | Melhor Diretor          | The Last Temptation of Christ | Indicado  |
| 1991 | Melhor Diretor          | Goodfellas                    | Indicado  |
| 1991 | Melhor Roteiro Adaptado | Goodfellas                    | Indicado  |
| 1994 | Melhor Roteiro Adaptado | The Age of Innocence          | Indicado  |
| 2003 | Melhor Diretor          | Gangs of New York             | Indicado  |
| 2005 | Melhor Diretor          | The Aviator                   | Indicado  |
| 2007 | Melhor Diretor          | The Departed                  | Venceu    |
| 2012 | Melhor Filme            | Hugo                          | Indicado  |
| 2012 | Melhor Diretor          | Hugo                          | Indicado  |
| 2014 | Melhor Filme            | The Wolf of Wall Street       | Indicado  |
| 2014 | Melhor Diretor          | The Wolf of Wall Street       | Indicado  |
| 2020 | Melhor Filme            | The Irishman                  | Indicado  |
| 2020 | Melhor Diretor          | The Irishman                  | Indicado  |
| 2024 | Melhor Filme            | Assassinos da Lua das Flores  | Indicado  |
| 2024 | Melhor Diretor          | Assassinos da Lua das Flores  | Indicado  |

- Globo de Ouro

| Ano  | Categoria               | Filme                   | Resultado               |
| ---- | ----------------------- | ----------------------- | ----------------------- |
| 1981 | Melhor Diretor - Filme  | Raging Bull             | Indicado                |
| 1991 | Melhor Diretor - Filme  | Goodfellas              | Indicado                |
| 1991 | Melhor Roteiro - Filme  | Goodfellas              | Indicado                |
| 1994 | Melhor Diretor - Filme  | The Age of Innocence    | Indicado                |
| 1996 | Melhor Diretor - Filme  | Casino                  | Indicado                |
| 2003 | Melhor Diretor - Filme  | Gangs of New York       | Venceu                  |
| 2005 | Melhor Diretor - Filme  | The Aviator             | Indicado                |
| 2007 | Melhor Diretor - Filme  | The Departed            | Venceu                  |
| 2010 | Prêmio Cecil B. DeMille | Prêmio Cecil B. DeMille | Prêmio Cecil B. DeMille |
| 2012 | Melhor Filme - Drama    | Hugo                    | Indicado                |
| 2012 | Melhor Diretor - Filme  | Hugo                    | Venceu                  |

- BAFTA

| Ano  | Categoria                      | Filme                           | Resultado |
| ---- | ------------------------------ | ------------------------------- | --------- |
| 1976 | Melhor Diretor                 | Alice Doesn't Live Here Anymore | Indicado  |
| 1977 | Melhor Diretor                 | Taxi Driver                     | Indicado  |
| 1984 | Melhor Diretor                 | The King of Comedy              | Indicado  |
| 1991 | Melhor Filme                   | Goodfellas                      | Venceu    |
| 1991 | Melhor Diretor                 | Goodfellas                      | Venceu    |
| 1991 | Melhor Roteiro                 | Goodfellas                      | Venceu    |
| 2003 | Melhor Diretor                 | Gangs of New York               | Indicado  |
| 2005 | Melhor Diretor                 | The Aviator                     | Indicado  |
| 2007 | Melhor Diretor                 | The Departed                    | Indicado  |
| 2012 | Melhor Filme                   | Hugo                            | Indicado  |
| 2012 | Melhor Diretor                 | Hugo                            | Indicado  |
| 2012 | BAFTA Academy Fellowship Award |                                 |           |
| 2014 | Melhor Diretor                 | The Wolf of Wall Street         | Indicado  |

- Festival de Cannes

| Ano  | Categoria         | Filme                           | Resultado |
| ---- | ----------------- | ------------------------------- | --------- |
| 1975 | Palma de Ouro     | Alice Doesn't Live Here Anymore | Indicado  |
| 1976 | Palma de Ouro     | Taxi Driver                     | Venceu    |
| 1983 | Palma de Ouro     | The King of Comedy              | Indicado  |
| 1986 | Palma de Ouro     | After Hours                     | Indicado  |
| 1986 | Prêmio de Diretor | After Hours                     | Venceu    |

- César

| Ano  | Categoria                | Filme             | Resultado       |
| ---- | ------------------------ | ----------------- | --------------- |
| 1987 | Melhor Filme Estrangeiro | After Hours       | Indicado        |
| 1991 | Melhor Filme Estrangeiro | Goodfellas        | Indicado        |
| 2000 | César Honorário          | César Honorário   | César Honorário |
| 2004 | Melhor Filme Estrangeiro | Gangs of New York | Indicado        |